# Sankt Georgen im Attergau
Sankt Georgen im Attergau è un comune austriaco di 4 385 abitanti nel distretto di Vöcklabruck, in Alta Austria; ha lo status di comune mercato (Marktgemeinde).